# Artasiro (doríforo de Belisário)
Artasiro (em grego: Αρτάσυρος; romaniz.: Artásyros), Artasiras em grego: Ἀρτασύρας; romaniz.: Artasýras) ou Artasires (em grego: Αρτασίρης; romaniz.: Artasíres) foi um oficial bizantino de origem persa, ativo durante o reinado do imperador Justiniano (r. 527–565).

## Nome
Artasiro (Αρτάσυρος, Artásyros), Artasiras (Ἀρτασύρας, Artasýras) ou Artasuras (Ἀρτασούρας, Artasoúras) são as formas gregas do nome iraniano antigo Retasura (*Ṛta-sūra), "poderoso através de Arta", que foi registrado em acadiano como Artasurru e em elamita como Irdaxura (Irdašura).

## Vida
Artasiro era um doríforo da guarda de Belisário na Itália em 537 e novamente em 545. Em junho de 537, durante o Cerco de Roma, Bocas, Cutilas e ele atacaram com 600 cavaleiros os godos de Vitige (r. 536–540) próximo da Porta Pinciana como parte da estratégia de Belisário para distrai-los e permitir que Eutálio entrasse na cidade. No começo de 545, Barbácio e ele foram enviados para Roma por Belisário para ajudar Bessas. Mais tarde, quando Tótila (r. 541–552) sitiou a cidade, saíram contra os godos, contra o desejo de Bessas e as ordens de Belisário. Após um sucesso inicial, foram emboscados e retornaram para Roma com pesadas baixas.